# Compsoptera hübneri
Compsoptera hübneri là một loài bướm đêm trong họ Geometridae.